# Borthwick Castle
Borthwick Castle is een van de grootste en best bewaarde middeleeuwse Schotse versterkingen. Het staat een 19 km ten zuidoosten van Edinburgh, aan de oostzijde van het dorp Borthwick, op een plek die aan drie kanten beschermd wordt door een diepe afgrond. Het werd in 1430 gebouwd voor William Borthwick, die het kasteel zijn naam gaf.

## Geschiedenis
Het kasteel werd gebouwd op de plek van een vroeger gebouw, en het bleef de voorouderlijke zetel van de familie Borthwick. Sir William Borthwick, later de eerste Lord, verkreeg van koning Jacobus I op 2 juni 1430 toestemming om op de Haar van Locherwart een kasteel of versterking te bouwen. Dit was ongebruikelijk in Schotland aangezien de adel over het algemeen geen toestemming nodig had voor het bouwen of versterken van een kasteel. Hij verkreeg een groot deel van Locherworth van zijn buurman William Hay, die hier wrokkig om was, en jaloers op het kasteel van zijn buurman. De goedbewaarde middeleeuwse afbeeldingen van de bouwheer en zijn dame kunnen bekeken worden in de nabij gelegen parochiekerk van St. Kentichem, dat een vijftiende-eeuws schip bezit dat waarschijnlijk ook door de Borthwicks gebouwd is. 
Het kasteel was oorspronkelijk een stenen, ommuurd fort met in het midden een ongewoon hoog torenbouw. De muren waren 4,3 m dik en 34 m hoog. Het kasteel is een U-vormige donjon met een 3,7 m brede scheiding tussen de uitspringende, licht asymmetrische torens. Het werd omringd door een weermuur met ronde torens voorzien van schietgaten. Hoewel de toren zelf, voor zijn ouderdom, buitengewoon goed bewaard is, zijn de omringende muren met torens vaak gerestaureerd.
Borthwick Castle werd twee keer door Maria Stuart bezocht, in 1563 en in 1567, toen ze belegerd werd en ze onder bescherming stond van de zesde lord Borthwick. Ze ontsnapte aan de belegering door zichzelf als page te vermommen. In 1650 werd het kasteel aangevallen door het leger van Oliver Cromwell, en werd na slechts een paar kanonschoten ingenomen. De schade aan de muren is nog steeds zichtbaar.
Na een periode van leegstand werd het kasteel in 1914 gerestaureerd. In de Tweede Wereldoorlog werd het gebouw gebruikt als bergplaats voor nationale schatten. In 1973 werd het geleased van de familie Borthwick en omgebouwd tot hotel.

## Spoken
Ann Grant, een jonge boerendochter uit het dorp raakte zwanger van een van de heren van Borthwick. De Lord gaf opdracht haar gevangen te nemen en op te sluiten  in wat nu de Rode Kamer is, zodat hij kon beslissen over wat hij met deze ongelukkige situatie aan moest. Na maanden wrede behandeling besloot hij dat de enige manier oplossing was haar te vermoorden. Hij stuurde beulen gewapend met zwaarden de kamer in om haar en haar ongeboren kind af te slachten. De resten werden ingemetseld in de muren van deze kamer. Ann Grant spookt nog steeds door de Rode Kamer.
Dezelfde kamer werd eens gebruikt door de kanselier van de Borthwicks. De familie ontdekte dat hun kanselier geld achterover drukte. Toen hij op een avond terugkwam uit Edinburgh werd hij onderschept en levend verbrand. Zijn geest dwaalt over de stenen wenteltrappen van het kasteel.
Ook de geest van Maria Stuart, vermomd als page, loopt van het kasteel naar het kerkhof.